# Пентаур (царевич)
Пентаур (англ. Pentawer, Pentawere, Pentaweret) — царевич XX династии, сын фараона Рамсеса III, которого в дворцовом заговоре пытались сместить с трона. Заговорщиков разоблачили и подвергли суду. Именно из документальных свидетельств судебных заседаний (Туринский судебный папирус) и некоторых других (папирус Ли, папирус Роллин, папирус Рифо) известна эта история.

## Заговор
Второстепенная жена фараона и мать царевича Тия возглавила так называемый «заговор в гареме», чтобы посадить на трон в обход прочих наследников своего сына. Настоящее имя царевича неизвестно — на суде в наказание за содеянное его лишили собственного имени и нарекли «Пентауром, которого называли этим другим именем». Существует предположение, что с рождения по установившейся семейной традиции ему дали имя, как и брату, в честь отца Рамсеса.
Законный наследник престола, будущий Рамсес IV, упоминается в качестве единственного претендента на престол уже с 22-го года правления отца, представая в текстах вместе со своим братом, будущим Рамсесом VI. Вероятно, такая ситуация приводила к возникновению зависти среди второстепенных жён и их детей, которые положили основу для заговора.
Среди сторонников царицы Тии были названы 22 человека, кому на суде в наказание также изменили родные имена. Главными советчиками царица выбрала управителя дворца фараона Пабеккамона («Слепой слуга») и дворецкого Меседсура («Ра его ненавидит»). Вместе с царицей они рассылали другим дамам письма, завлекая в свои ряды. Заговорщики прибегали и к колдовству, изготовляя «магические свитки для препятствования и устрашения», лепили «богов и людей из воска для ослабления тел».
Заговор удался наполовину: фараон был убит, но злоумышленников поймали, судили и приговорили к смерти при Рамсесе IV, законно унаследовавшем трон отца. Пентаура по приговору суда, скорее всего, обязали совершить самоубийство.

## Мумия
Группа исследователей во главе с доктором Альбертом Цинком из Европейской Академии в Больцано (Италия) изучила мумии Рамсеса III и предполагаемого Пентаура, «безымянного царевича Е» из погребального комплекса DB-320. На момент смерти последнему было 18-20 лет, руки связаны за спиной, грудь сдавлена, горло перетянуто, поэтому смерть была насильственной. Тело Пентаура не подверглось полноценной мумификации, так как не был вынут мозг и внутренние органы, а само тело обернули в козью шкуру и положили в саркофаг из кедра, грубо расширенный и изначально предназначавшийся другому человеку. Таким образом, за преступление его лишили надежды на достойную загробную жизнь.

## Палеогенетика
ДНК-анализ подтвердил, что «безымянный царевич Е» и Рамсес III имеют одну и ту же Y-хромосому, а их генетический материал совпадает на 50 %, что соответствует родству отца и сына. У них определена Y-хромосомная гаплогруппа E1b1a.